# 32222 Charlesvest
32222 Charlesvest este un asteroid din centura principală de asteroizi.

## Descriere
32222 Charlesvest este un asteroid din centura principală de asteroizi. A fost descoperit pe 23 iulie 2000 la Socorro, New Mexico, în cadrul proiectului LINEAR. Asteroidul prezintă o orbită caracterizată de o semiaxă mare de 2,79 ua, o excentricitate de 0,06 și o înclinație de 9,9° în raport cu ecliptica.